# Изабелла Антония фон Круа
Изабелла Антония фон Круа (нем. Isabella Antonie von Croÿ, полное имя: Изабелла Антония Элеонора Наталья Клементина,нем. Isabella Antonie Eleonore Natalie Klementine, 7 октября 1890, Байройт, Бавария — 30 марта 1982, Штарнберг, Бавария) — принцесса медиатизованного дома Крой (Круа), в браке принцесса Баварская, супруга принца Франца Баварского.

## Происхождение
Изабелла Антония была вторым ребенком  и единственной дочерью из четырех детей герцога Карла Альфреда Круа и его жены, принцессы Марии-Людмилы Аренбергской, дочери 8-го герцога Аренбергского Энгельберта-Августа. У девочки было три брата: Карл-Рудольф, позже ставший 13-м герцогом де Круа (1889—1974), Энгельберт (1891—1974) и Антон (1893—1973) .

## Брак
8 июля 1912 года в Вене принцесса вышла замуж за баварского принца Франца. Он был сыном баварского короля Людвига III и его супруги Марии Терезы Австрийской. В браке родилось шестеро детей:
- Принц Людвиг Баварский (1913—2008), женат с 1950 года на принцессе Ирмингард Баварской (1923—2010), в браке родилось трое детей (двое умерли при рождении);
- Принцесса Мария Елизавета Баварская (1914—2011), муж с 1937 года принц Педро Энрике Орлеан-Браганса (1909—1981), в браке родилось двенадцать детей;
- Принцесса Адельгунда Мария Баварская (1917—2004), муж с 1948 года барон Зденко фон Хоэннинг-O’Каррол (1906—1996), в браке родилось пятеро детей;
- Принцесса Мария Элеонора Баварская (1918—2009), муж с 1948 года граф Константин Вальдбург-Цейль-Траухбург (1909—1972), в браке родилось шестеро детей;
- Принцесса Доротея Тереза Баварская (1920—2015[4]), муж с 1938 года эрцгерцог Готфрид Австрийский (1902—1984), в браке родилось четверо детей;
- Принц Рассо Баварский (1926—2011), женат с 1955 года на принцессе Терезе Баварской (род. 1931), в браке родилось семеро детей.

## Титулы
- 7 октября 1890 – 8 июля 1912: Её Светлость Принцесса фон Круа
- 8 июля 1912 – 30 марта 1982: Её Королевское Высочество Принцесса Баварская, Принцесса фон Круа

## Награды
- Орден Святой Елизаветы (Бавария);
- Орден Терезы (Бавария).